# ALCO FA-1
As locomotivas ALCo FA-1 foram compradas pela Central do Brasil em 1948, junto a American Locomotive Company e foram númeradas inicialmente de 3201-3212. xx 
Foram utilizadas para tracionar os trens de passageiros ligando o Rio de Janeiro e São Paulo (Santa Cruz) e entre Rio de Janeiro e Belo Horizonte (Vera Cruz).
Foram adquiridas 12 unidades de 1500 hp, bitola de 1,60 m equipadas com o motor ALCo 244 (V-12) com parte elétrica fornecida pela GE. O motor diesel foi o mesmo utilizado na locomotivas GE 244 adquiridas na década de 1950.
Possuiam rodagem B-B, com peso total de 108 t e velocidade máxima de 100 km/h.

## Curiosidades
- Em 1989 foi lançado um modelo desta locomotiva pela Frateschi, com os dois padrões de pintura que a mesma possuir, Central do Brasil (Papo-Amarelo) e RFFSA (vermelho e amarelo).
- Não existe mais nenhuma locomotiva deste tipo em condições operacionais no Brasil, desde 2005 o único exemplar encontra-se na Estação Barão de Mauá, mas sem condições operacionais.